# Centelles (linaje)
Los Centelles (en latín: Centelles, Centellas, Sentelles, Centellis, Centillas) fueron una familia noble Principado de Cataluña datada desde la creación de la Marca Hispánica, establecida desde tiempos de Carlos Martel en el castillo de San Martín de Centellas, tomó este topónimo por apellido. 
El linaje de los Centelles destacó en los ejércitos terrestres y en la armada de los reyes de La Corona de Aragón. 

## Heráldica
Sus armas heráldicas son: losanjeado de oro y gules.

## Antecedentes
- Guadall I, vivía en 1041 y todavía no llevaba el apellido Centelles.
- Gilabert I, muerto después del año 1062, podría ser su sucesor.
- Guadall II, hijo del anterior y muerto antes de 1084, dejó dos hijos: 
  - Berenguer
  - Guadall III, muerto después de 1096, que fue el sucesor, intervino en el acta de consagración de Taradell en 1076

## Línea troncal de los Centelles
- Gilabert II Guadall, probablemente hijo suyo, es el primero que tomó el apellido de Centelles: Gilabert II.
- Bernat I de Centelles, consejero de Ramón Berenguer de Barcelona y muerto después del año 1185.
- Ramón de Centelles, muerto antes de 1204.
- Gilabert III, veguer real y muerto después de 1204 luchando contra el conde de Ampurias.
- Bernat II, parece que acompañó al rey Pedro II de Aragón en la batalla de Las Navas de Tolosa; muerto hacia el año 1238.
- Bernat III de Centelles, infeudó el castillo de San Esteban a Pere de Santa Eugenia (1242).
- Gilabert IV, hijo y heredero muerto hacia  1294-1296, que se casó en 1267 con Elisenda de Bellpuig.
- Bernat IV de Centelles y de Bellpuig (muerto en 1320 o 1321) participó en la conquista de Menorca por Alfonso III de Aragón el Franco y en la expedición contra Almería en 1290. Se casó con Bearnesa de Montcada, señora de Senmanat, hija ilegítima del vizconde de Bearne.
- Gilabert V de Centelles (Gilabert de Centelles y de Montcada) (muerto en el Asedio de Iglesias, en 1324.[2])
- Eimeric I, hermano del anterior, muerto en Segorbe, en 1336, de una herida recibida en el asedio de Jérica contra el rebelde Pedro de Jérica.
- Ramon I de Centelles, hijo del anterior, muerto después de 1361 sin sucesión. 
  - pasa a Gilabert de Centelles y Riusec, señor de Nules.

## Líneas secundarias
Gilabert de Centelles y Riusec heredó la baronía de Centelles que destinó desde  1362 a su segundo hijo, Eimeric de Centelles y de Vilanova, mientras que el primogénito, Pere de Centelles y de Vilanova, continuaba la línea de Nules, que se convertía en primogénita, y se casó con Ramoneta de Riusec, señora del castillo de Rebollet y de Oliva. 
Por otro lado, esta familia fue conocida por los numerosos disturbios que causó en la Valencia del siglo XV, con sus enfrentamientos con la familia de los Vilaragut. 
En la segunda mitad del siglo XVI, Magdalena de Centelles, condesa de Oliva, casó con Carlos de Borja, duque de Gandía, y todas las señorías de los Centelles pasaron a los Borja. 
En la calle de los Caballeros de Valencia todavía se conserva el antiguo palacio de los Centelles.